# Väddö
Väddö (szw. Väddö) – wyspa na Bałtyku należąca do Szwecji.

## Geografia
Wyspa (pow. 127,9 km²; dł. linii brzegowej 204 km) jest w większości nizinna. Ludność zajmuje się głównie rybołówstwem i rolnictwem. Największym miastem jest Älmsta licząca 1097 mieszkańców (XII 2010). Dwie inne miejscowości to Grisslehamn (249 mieszkańców w XII 2010) i Tomta z 104 stałymi mieszkańcami (XII 2010).